# لوکاس چاکانا
لوکاس چاکانا (انگلیسی: Lucas Chacana؛ زادهٔ ۱۶ ژوئن ۱۹۹۳) بازیکن فوتبال اهل آرژانتین است.
از باشگاه‌هایی که در آن بازی کرده‌است می‌توان به باشگاه فوتبال دپورتیوو مورون، باشگاه فوتبال اتلتیکو تیگره، و باشگاه فوتبال اتلتیکو هوراکان اشاره کرد.